# Гаудопула
Гаудопула (грец. Γαυδοπούλα,  [ɣavðoˈpula]) — маленький острів, розташований на північному заході від більшого сусіда Гавдоса у Лівійському морі. Він розташований на південь від Криту, адміністративною частиною якого він є, у складі ному Ханья. Він є частиною муніципалітету Гавдос, та був частиною колишньої провінції Селіно.

## Природа
Гаудопула покритий низькорослми чагарниками гариги (φρύγανα). Це важлива зупинка для перелітних птахів.

## Пропозиція розвитку перевезень контейнерів
У 1998 було запропоновано перетворити острівець на величезну базу для перевезення контейнерів. Природоохоронці провели успішну компанію з блокування і Гаудопула зараз захищений природний заповідник, виключно для перелітних птахів.